# Liu Min
Liu Min (劉旻) (895–954 (59 anos)) originalmente chamado Liu Chong (劉崇) foi o fundador do reino de Han do Norte da China no Período das Cinco Dinastias e dos Dez Reinos, período tradicionalmente datada de 907-960. Liu era um turco Shatuo.

## Formação do Han do Norte
Liu Min era o irmão de Liu Zhiyuan, o fundador da Dinastia Han, que foi o último dos três sucessivos dinastia turcos Shatuo. A Dinastia Han caiu em 950, com a ascensão da Dinastia Zhou Posterior.

## Relações com os vizinhos
O reino foi firmado entre as duas maiores, vizinhos mais poderosos, a Dinastia Zhou Posterior, para o sul, e o Khitans Dinastia Liao para o norte. Liu Min restaurado laços tradicionais com os Khitans, que serviram como protetores do reino Han do Norte, permitindo que ele dure mais tarde do que qualquer um dos outros reinos, tradicionalmente listados como um dos Dez Reinos.